# Soyaux Angoulême XV Charente
Soyaux Angoulême XV Charente es un club de rugby francés, fundado en 2010, con sede en Angoulême. Nació de la fusión del Sporting Club d'Angoulême y el Rugby Club de Soyaux. Actualmente milita en la Rugby Pro D2.

## Historia

### Inicios del rugby en Angoulême y Soyaux
Los inicios del rugby en Angulema datan de 1893-1894 . En el otoño de 1904, se crearon el Angoumoisin Racing Club y el Estadio Angoumoisin.
En 1904, se produjo en Angulema la primera victoria de un equipo de rugby. El 28 février, el equipo Intrépides formado por estudiantes venció a los Aiglons del instituto de Niort. Durante el invierno de 1905-1906, se creó el SVA. : Deporte ciclista de Angulema.
En 1907, el nombre SVA fue cambiado a SVAA (adición del término Athletic) y el 15 de febrero de 1910 fue creado el Sporting Club d’Angoulême. En febrero de 1910 se adoptaron los colores de la camiseta blanca con cuello y pechera azules y fondo negro. El primer presidente de la SCA fue entonces el Sr. Despugeols y el primer presidente de la sección de rugby, el Doctor A. Guerlain.
El 9 de agosto de 1910 se firmó el contrato de arrendamiento del campo de Chanzy y el 30 de octubre de 1910 se organizó el primer partido que se saldó con una primera victoria por 13 a 8 contra el Jeunesse sportif Cognacaise.
El 23 de septiembre de 1923 se inauguraron las grandes gradas con 1500 places. El 15 de mayo de 1938, Émile Rousseau fue el 1 internacional formado en la SCA contra Rumanía con una victoria por 11-8.
En la temporada 1946-1948, Robert Barsacq apareció en el primer equipo. Es a su vez jugador, internacional, entrenador y el único presidente campeón de Francia hasta la fecha. En 1953, la SCA fue admitida al desafío Yves Du Manoir.
La escuela de rugby SCA fue fundada en 1954 por Marcel y Émile Rocher, cuando Francis Chanard, figura emblemática del club, se jubiló. J. Lartigue continúa entrenando.
El 20 de septiembre de 1959, el campo de Chanzy fue renovado y aplanado para acoger el estadio de Toulouse en Du Manoir; victoria del SCA 18 a 3 y el 4 de agosto de 1962, se produjo el fichaje del internacional Claude Lacaze.
En 1965 : octavos de final del campeonato de Francia 1964-65. Al año siguiente J. do. Bourrier es nombrado secretario general del FFR.
En 1972, la SCA abandonó la élite del rugby francés a la que pertenecía ininterrumpidamente desde 1938. Durante 30 años en el club. J. Lartigue asume la presidencia de la SCA. El club vuelve a 1 división el año siguiente. Dos años más tarde, Maurice Colclough fichó por el club y, en 1978, llegó Maurice Camozzi. J. Lartigue murió en 1979 tras 40 años de dedicación a la SCA.
En 1980, Angoulême alcanzó las semifinales del Challenge Yves du Manoir derrotado por Bayona 18-6 en un partido en el que se vio privado de su segundo internacional inglés Maurice Colclough, que abandonó para realizar una gira en Sudáfrica.
El 19 de mayo de 1986, la SCA fue por primera vez en su historia campeona de Francia contra Voiron por 22 a 17. En 1990 regresó al Grupo B tras un año de penitencia en 2 división.
La sección de rugby del SCA omnisports se creó en 2002 y la antigua deuda del club se saldó gracias a los esfuerzos de la dirección recién elegida. El club cambió su logo en 2003 y pasó a ser completamente autónomo, ahora se llama Sporting Club d'Angoulême rugby.
En 2008, el club jugó en Fédérale 3 y llegó a Fédérale 2, luego en 2009, en Fédérale 2 y terminó al final de la tabla. Descendiendo otra vez.

### 2010: creación de la SA XV
En 2010, se fusionó con el Soyaux Rugby Club para un nuevo comienzo en Fédérale 3 bajo la camiseta de Soyaux Angoulême XV Charente.
La SA XV, club resultante de la fusión de la SCA y la RCS, volvió a Federal 2 desde su primer año de existencia en 2011.

#### Campeón Federal de Francia 2 2014
En 2014, después de una temporada fantástica (25 partidos jugados, 25 victorias), el club se proclamó campeón de Francia de la Fédérale 2 (victoria en la final en Marmande contra el SC Graulhet 23-13 el 22 juin 2014 ) y alcanzó la Fédérale 1.
En su primera participación en Federal 1 en 2015, el SA XV terminó 2 en el grupo 3 y se clasificó para la fase final. Tras eliminar al US Romans Péage en el 8, cayó ante el USO Nevers en cuartos de final.

#### Asciende a Pro D2 2016
En 2016, para su segunda participación en el Federal 1, el SA XV finalizó 1 en el grupo 1 y clasificó a la fase final de ingreso al Pro D2. Llegó a Pro D2 por primera vez en su historia tras vencer al US Bressane.
En 2016, tras una inspección de la URSSAF, se sospechó que el club realizaba trabajos ocultos. El club supuestamente pagó derechos de imagen a jugadores declarados fotógrafos autónomos, jugadores que deberían haber estado por cuenta ajena, durante un periodo de 2013 a 2016. Asimismo, se habrían abonado prestaciones por kilometraje ficticias, lo que constituiría un complemento salarial encubierto. Los daños totales rondarían los 2 millones de euros. El club como persona jurídica, así como sus dos directores Jean Alémany y Jean-Jacques Pitcho, así como Didier Pitcho como entrenador de facto, serán juzgados por trabajo encubierto ante el tribunal penal de Burdeos a finales de 2020. El fiscal exige multas : 20.000 euros para Jean Alémany, 40.000 euros para Didier Pitcho, 30.000 euros para Jean-Jacques Pitcho, 100.000 euros para la asociación (parte de los cuales conlleva una pena suspendida para los cuatro). La URSSAF solicita 500.000 euros por daños materiales y 55.000 euros por daño moral. Finalmente, la asociación deberá comparecer ante el tribunal judicial de Angulema en janvier 2021 por los 1,7 millones de euros en concepto de atrasos y contribuciones impagas.

#### Descenso a Nationale 2021
Al final de la temporada 2020-2021 Pro D2, el club terminó en último lugar y fue degradado a la Nationale 1.

#### Vicecampeón de Francia en Nationale y ascenso a Pro D2 2022
Pero en 2022, Soyaux Angoulême volvió a Pro D2 para la siguiente temporada  y perdió (38-10) en la final nacional contra el RC Massy Essonne el 4 de junio de 2022.
En el Pro D2 2023, se mantuvo firme en la última jornada gracias a un bono defensivo conseguido en el campo de Oyonnax, futuro campeón de Francia.

## Imagen e identidad

### Colores y camisetas
El Sporting Club d'Angoulême tenía una camiseta blanca con cuello, pechera azul y fondo negro. El Club de Rugby Soyaux jugó de rojo y azul. En 2010, cuando los dos clubes se fusionaron, optaron por jugar con colores; morado y morado oscuro.

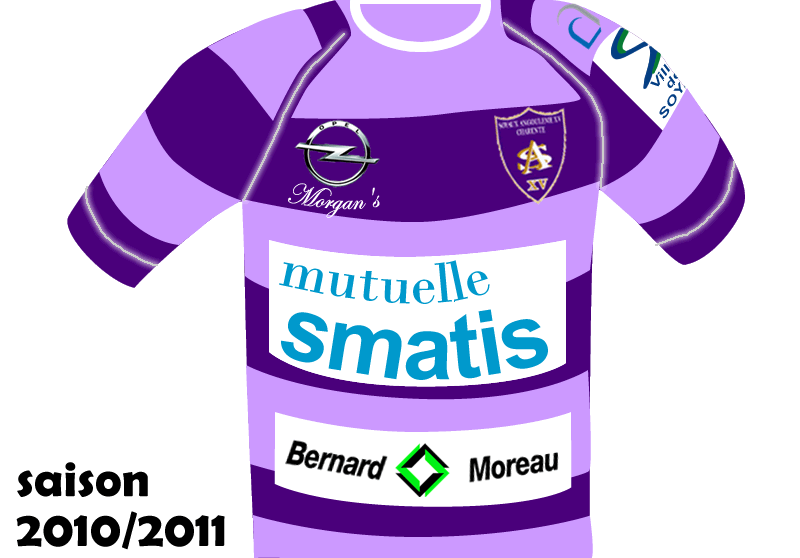
La camiseta 2010-2011.

### Logo
El logotipo del club creado en 2014 contiene un cañón, que representa los fundidos en Charente para la renovación del velero Hermione, así como la ruta de los cañones, que une las fundiciones de la Corderie Royale con el puerto de Rochefort a través del río Charente. Este emblema está en el centro de una polémica en février 2017 por parte del club de fútbol inglés Arsenal, al considerar que el logo del club de Charente es demasiado cercano al suyo, siendo este último objeto de una marca registrada. Unos meses más tarde, durante la temporada baja de 2017, se presentó un nuevo logotipo.

### Mascota
La mascota del club es un caracol morado llamado "Cagou".
Al final de la temporada 2019-2020 Pro D2, fue elegida mascota favorita de los aficionados durante una competición organizada por la LNR contra Buky, la mascota de rugby del FC Grenoble. 

## Entrenadores
En 2011, la SA XV fue dirigida por Olivier Mattiuzzo y Terry Fanolua. Los dos conducirán al club al Fédérale 2. En 2013, Julien Laïrle fue nombrado entrenador del club  junto con Renaud Gourdon. En 2016, Renaud Gourdon fue sustituido por Rémy Ladauge. En 6 temporadas en el club, Laïrle habrá acompañado al club en dos ascensos a la cima del rugby francés con un título de campeón fédérale 2 en 2014.
En 2019, Julien Laïrle dejó el club y fue reemplazado por Adrien Buononato a partir de la temporada 2019-2020. Buononato contará con el apoyo de Mirco Bergamasco, que sustituye a Rémy Ladauge como entrenador de backs. Luego, en febrero de 2020, se incorporó a la plantilla André Bester . Vincent Etcheto se incorporó a la plantilla del club el 2 octobre 2020 como consultor  antes de ser nombrado director técnico del club el 20 octobre en sustitución de Adrien Buononato  y contará con el apoyo de Tanguy Kerdrain  y Mirco Bergamasco. Mirco Bergamasco deja su cargo al final de la temporada 2020-2021. Al finalizar la temporada 2022-2023, Vincent Etcheto deja su puesto como técnico.
En junio de 2023, Alexandre Ruiz fue nombrado entrenador por un periodo de dos temporadas, más una opcional.Fabrice Landreau, ex hooker internacional francés que trabajó especialmente en el SC Angoulême, el Football Club de Grenoble Rugby y el Stade Français Paris, fue nombrado director de rugby.

## Presidentes
En 2010, con motivo de la fusión entre SC Angoulême y RC Soyaux, Jean-Jacques y Didier Pitcho tomaron las riendas. Les acompaña como presidente del club Jean Alémany.

## Instalaciones

### Stade Chanzy
El SA XV juega todos sus partidos de campeonato en el Stade Chanzy. Es el estadio principal de la ciudad de Angoulêmey tiene 7 278 asientos.

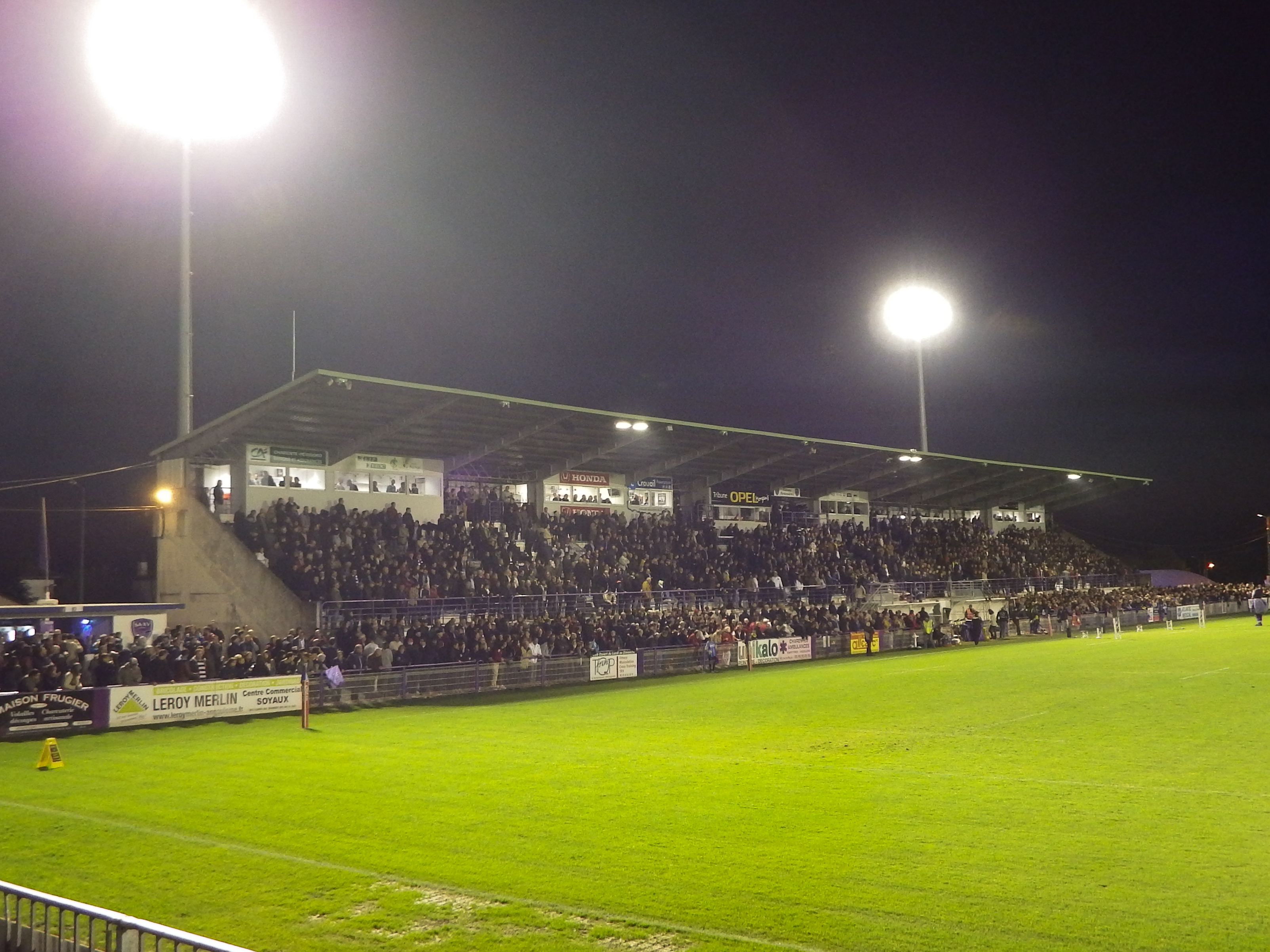
Palco VIP en 2016.